# Babel-17
Babel-17 – powieść fantastycznonaukowa amerykańskiego pisarza Samuela R. Delany’ego. Powieść ukazała się w 1966 r., polskie wydanie, w tłumaczeniu Jolanty Pers, wydało Wydawnictwo Solaris w 2008 r. w serii Klasyka Science Fiction. Powieść otrzymała nagrodę Nebula w 1966 r. razem z Kwiatami dla Algernona Daniela Keyesa.